# أندرو مكمان
أندرو مكمان (بالإنجليزية: Andrew McMahon)‏ هو سياسي بريطاني (وحمل سابقاً جنسية المملكة المتحدة لبريطانيا العظمى وأيرلندا)، ولد في 18 مارس 1920، وتوفي في 26 أبريل 2005. حزبياً، نشط في حزب العمال. في الانتخابات العامة للمملكة المتحدة 1979 ‏، انتخب عضو البرلمان الثامن والأربعون للمملكة المتحدة عن دائرة Glasgow Govan (UK Parliament constituency) ‏ خلال فترته النيابية ‏ (3 مايو 1979 – 13 مايو 1983).